# Gerhard Kalberlah
Paul Gerhard Otto Kalberlah (* 10. Dezember 1892 in Boffzen; † 7. November 1977 in Braunschweig) war ein deutscher lutherischer Theologe. Er war von 1929 bis 1958 Pfarrer an der St. Jakobigemeinde in Braunschweig.

## Leben
Gerhard Kalberlah wurde 1892 als Sohn eines Pfarrers in Boffzen im Herzogtum Braunschweig geboren. Den Besuch des Wilhelm-Gymnasiums in Braunschweig schloss er 1913 mit dem Abitur ab. Anschließend studierte er Theologie in Göttingen. Kalberlah nahm 1914 als Freiwilliger am Ersten Weltkrieg teil, wurde 1916 jedoch aus gesundheitlichen Gründen als dienstunfähig entlassen. Er war bis Ende 1918 als Lehrer am Gymnasium in Wolfenbüttel tätig, bevor er nach Kriegsende sein Studium in Göttingen und in Leipzig wieder aufnahm. Er besuchte 1921 das Predigerseminar und wurde 1922 Stadtadjunkt in Braunschweig. Kalberlah erhielt 1923 eine Pfarrstelle in Sauingen und Üfingen mit dem Ortsteil Nortenhof. Er wechselte 1929 als Pfarrer an die St. Jakobigemeinde in Braunschweig, wo er bis zum Ruhestand 1958 wirkte.
Kalberlah war im Braunschweiger Pfarrerverein engagiert, dessen Auseinanderfallen er 1934 nach dem Aufkommen der Deutschen Christen verhindern konnte. Er war von 1935 bis 1953 stellvertretender Vorsitzender und anschließend bis 1956 Erster Vorsitzender des Vereins. Nach dem Ende des Zweiten Weltkriegs setzte er sich für den Wiederaufbau des Rudolfstifts ein und war bis 1956 Vorsitzender des Stiftungsvorstandes.
Kalberlah wurde 1938 für seine Verdienste in der Landeskirche mit dem Titel Kirchenrat geehrt. Er starb im November 1977 im Alter von 84 Jahren in Braunschweig.